# ماریا ادواردز
ماریا ادواردز (انگلیسی: Maria Edwards؛ زادهٔ ۱۲ مهٔ ۲۰۰۳) بازیکن فوتبال اهل انگلستان است که در پست مهاجم برای اس‌جی‌اس اسن بازی می‌کند.
وی همچنین در تیم ملی فوتبال زیر ۱۷ سال زنان انگلستان بازی کرده است.